# Guennadi Atmakin
Guennadi Atmakin –en ruso, Геннадий Атмакин– es un deportista soviético que compitió en lucha grecorromana. Ganó una medalla de plata en el Campeonato Mundial de Lucha de 1990 y tres medallas en el Campeonato Europeo de Lucha entre los años 1989 y 1991.

## Palmarés internacional
| Campeonato Mundial | Campeonato Mundial       | Campeonato Mundial | Campeonato Mundial |
| Año                | Lugar                    | Medalla            | Categoría          |
| ------------------ | ------------------------ | ------------------ | ------------------ |
| 1990               | Ostia (Italia)           | Medalla de plata   | 62 kg              |
| Campeonato Europeo |                          |                    |                    |
| Año                | Lugar                    | Medalla            | Categoría          |
| 1989               | Oulu (Finlandia)         | Medalla de bronce  | 62 kg              |
| 1990               | Poznań (Polonia)         | Medalla de oro     | 62 kg              |
| 1991               | Aschaffenburg (Alemania) | Medalla de bronce  | 62 kg              |